# Руденький Дмитро Володимирович
Дмитро́ Володи́мирович Руде́нький (нар. 3 липня 1991, Христинівка, Україна) — український боксер-любитель, чемпіон України 2012 року в надважкій вазі (більше 91 кг). Виступав за боксерську команду «Українські отамани» у третьому сезоні WSB. Майстер спорту України.

## Життєпис
Дмитро Руденький народився в Христинівці, що на Черкащині. У 2009 році став переможцем міжнародного молодіжного турніру на призи Віталія Кличка. Вперше голосно заявив про себе у 2011 році, здобувши «бронзу» чемпіонату України в надважкій вазі. Того ж року почав залучатися до збірної, був включений у список учасників Чемпіонату Європи 2011 в Анкарі та Чемпіонату світу 2011 в Баку. У 2012 році здобув золоту нагороду чемпіонату України. Того ж року вступив до Національного університету фізичного виховання і спорту України.
У 2012–2013 роках входив до складу команди «Українські отамани». Дебютний (і єдиний) поєдинок у серії WSB провів 30 березня 2013 року в Баку проти Абдулкадира Абдулаєва, поступившись нокаутом у 4-му раунді.
Після 2013 року до складу збірної України не залучався, дедалі рідше брав участь у серйозних змаганнях. У чемпіонаті України 2014 в першому ж поєдинку поступився Владиславу Сіренку.
3 липня 2015 року, відзначаючи свій день народження в одному з уманських клубів, Дмитро Руденький з особливою жорстокістю побив подружню пару, що також були відвідувачами цього закладу. Справу на особистий контроль взяв начальник УМВС України в Черкаській області Владислав Пустовар.

## Спортивні досягнення
- 2012 —  Чемпіон України в надважкій вазі (91+ кг)
- 2011 —  Бронзовий призер чемпіонату України в надважкій вазі (91+ кг)
- Майстер спорту України